# Carisbrooke Castle
Carisbrooke Castle är ett slott i Storbritannien.   Det ligger i grevskapet Isle of Wight och riksdelen England, i den södra delen av landet, 120 km sydväst om huvudstaden London. Carisbrooke Castle ligger 67 meter över havet. Det ligger på ön Isle of Wight.
Terrängen runt Carisbrooke Castle är huvudsakligen platt, men åt sydväst är den kuperad. Runt Carisbrooke Castle är det tätbefolkat, med 343 invånare per kvadratkilometer. Närmaste större samhälle är Portsmouth, 19,9 km nordost om Carisbrooke Castle. Trakten runt Carisbrooke Castle består till största delen av jordbruksmark.